# Juan Luria

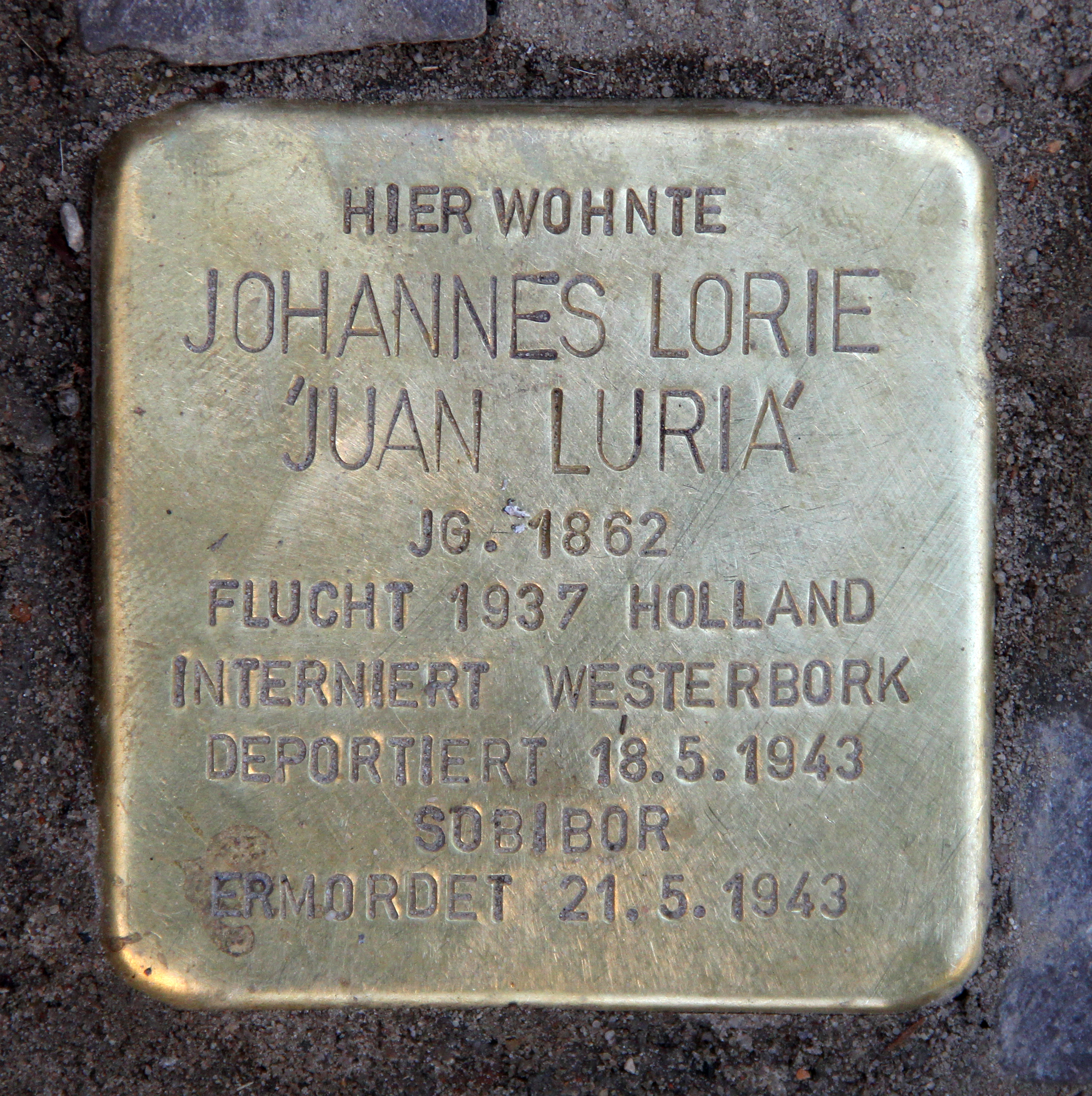
Stolperstein, Johannes Lorie Juan Luria, Bleibtreustraße 44, Berlin-Charlottenburg, Germany

Juan Lurie wł. Johannes Lorié (ur. 20 grudnia 1862 w Warszawie, zm. 21 maja 1943 w Sobiborze) – urodzony w Polsce baryton pochodzenia żydowskiego.
Studiował w wiedeńskiej Universität für Musik und darstellende Kunst Wien razem z Josephem Gänsbacherem, naukę kontynuował na uczelni w Berlinie. Debiut Juana Lurie miał miejsce w Staatstheater w Stuttgarcie w 1885, w 1890 wyjechał do Nowego Jorku. Śpiewał w Metropolitan Opera przez cały sezon 1890/1891, a następnie wyjechał do Włoch, gdzie występował w La Scali jako Giovanni Luria. Stworzył m.in. postać Woltana w Walkirii śpiewając w 1893 jego partię w języku włoskim. Z Włoch przeniósł się do Berlina, gdzie często śpiewał w miejscowych synagogach. Od 1908 uczył śpiewu, do grona jego uczniów należeli m.in. Gotthelf Pistor, Käthe Heidersbach, Elfriede Marherr i Michael Bohnen. Koncertował w Berlinie, Brukseli i Wiedniu, po przejściu w stan spoczynku poświęcił się pracy pedagogicznej. W 1937 prześladowania ludności żydowskiej zaczęły zagrażać jego bezpieczeństwu artysty, toteż postanowił przenieść się do Holandii, nauczał w Amsterdamie i Hadze. Został aresztowany przez Gestapo pod koniec 1942 lub na początku 1943 i skierowany do obozu przejściowego, a następnie przetransportowany do obozu zagłady w Sobiborze, gdzie zginął w komorze gazowej w dniu przybycia.